# NGC 2666
NGC 2666 je otvoreni skup u zviježđu Risu. 

## Vanjske poveznice
- SEDS: NGC 2666